# Masvingo

Karta över Zimbabwe med Masvingo markerat i rött

Masvingo är en av tio provinser i Zimbabwe. Moçambique gränsar hit. Provinsen hette Victoria fram till 1980. Provinsen täcker en yta på 56 456 km² och har en folkmängd på cirka 1,6 miljoner människor (2022).
Provinsen är indelad i sju stycken provinser, Bikita, Chiredzi, Chivi, Gutu, Masvingo, Mwenezi och Zaka.